# 珠海万山海洋开发试验区
珠海万山海洋开发试验区是中国广东省珠海市的一个地方性海洋综合开发试验区，驻桂山镇。万山海洋开发试验区下辖106个岛屿，陆地面积80多平方公里，下辖桂山镇、担杆镇、万山镇3个镇，以及东澳旅游综合开发试验区。現時常住人口為10,439人，其中户籍人口1439人，外來人口9000人。

## 历史
1988年，设立万山管理区（县级），将伶仃洋的万山、桂山、担杆3镇划归万山管理区，名义仍属香洲区。广东省人民政府在1998年9月批准成立万山海洋开发试验区。

## 外部連結
- 万山海洋开发试验区简介，万山海洋开发试验区网站。
- 万山海洋开发试验区网站